# Felix Moscheles
Felix Stone Moscheles (8 de febrer de 1833 - 22 de desembre de 1917) va ser un pintor anglès, activista per la pau i defensor de la llengua auxiliar internacional esperanto.
Nascut a Londres, Felix Moscheles era fill del conegut pianista i professor de música Ignaz Moscheles i marit de la pintora Margaret Moscheles. El seu padrí, en honor del qual va dur el nom Felix, era el músic Felix Mendelssohn. Les seves pintures van ser exposades a grans ciutats, com París, Anvers o Londres.
El 1903 Felix Moscheles va esdevenir el primer president del club londinenc d'Esperanto. Com molts dels esperantistes de l'època, era pacifista i internacionalista. També va exercir com a president de l'Associació Internacional d'Arbitratge i Pau. Juntament amb altres figures destacades del pacifisme internacional, com Charles Albert Gobat, William Randal Cremer o Fredrik Bajer, va participar activament en els primers intents de desenvolupar protocols internacionals de solució de controvèrsies a La Haia.